# Good as Gold (Doctor Who)
"Good as Gold" é um mini-episódio da série de ficção científica britânica Doctor Who   transmitido pela primeira vez na CBBC em 24 de maio de 2012 como parte do Blue Peter. Foi escrito por meio de uma competição ("Script to Screen") na qual escolas do ensino fundamental foram convidadas a escrever um roteiro incluindo o Décimo primeiro Doutor (Matt Smith) e um inimigo dele. A competição foi vencida pelas crianças da Ashdene School. O mini-episódio também contou com Karen Gillan como Amy Pond.
Este é o segundo especial de Doctor Who produzido a partir do Script to Screen, após "Death Is the Only Answer", que foi transmitido como parte do Comic Relief no ano anterior.

## Enredo

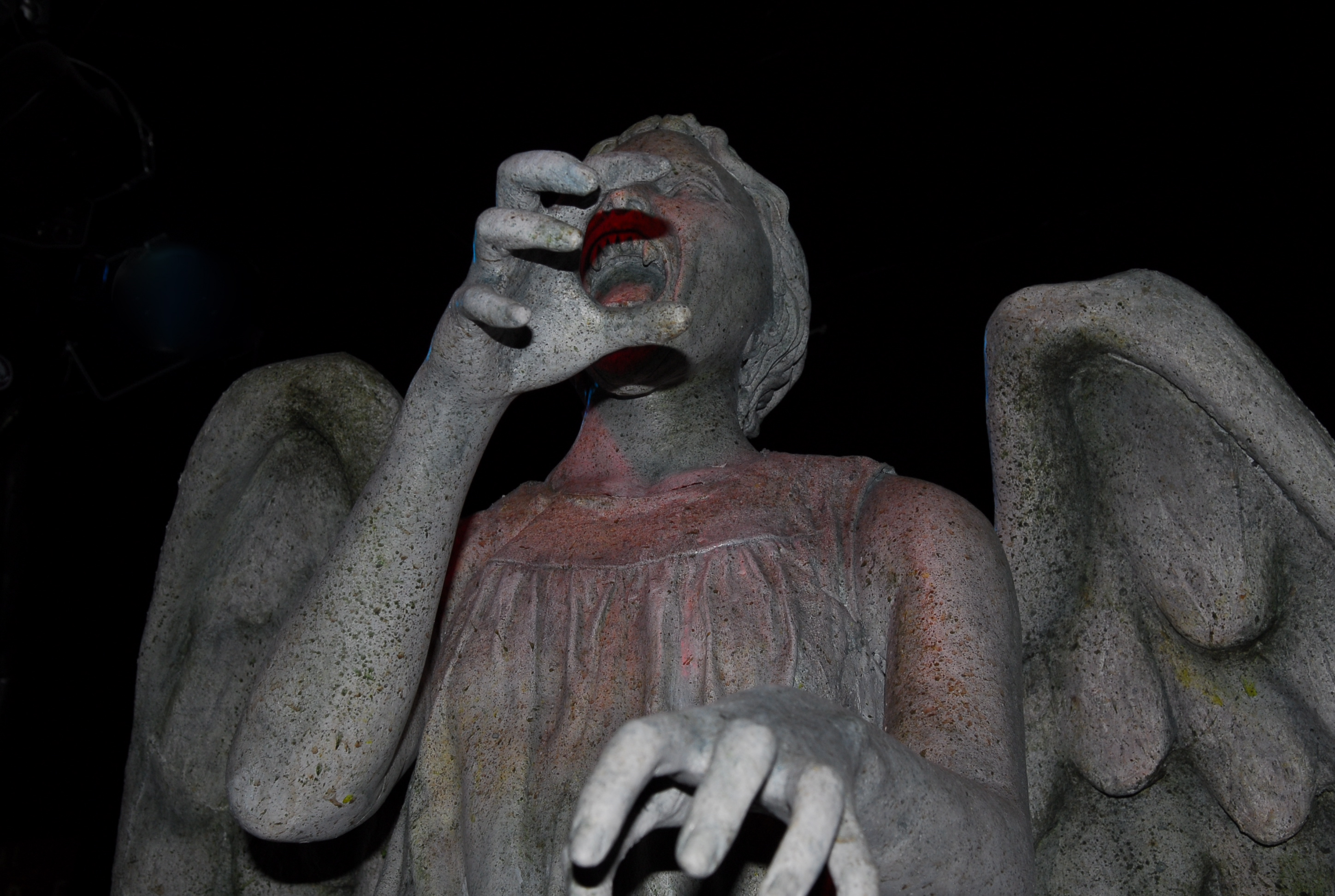
Um Weeping Angel, em exposição em uma exposição de Doctor Who.

Amy lembra ao Doutor que ele precisa ter uma aventura de vez em quando, então ele coloca a TARDIS em seu "cenário de aventura". Após uma série de avarias, a nave pousa no meio dos Jogos Olímpicos de Londres 2012, onde são visitados por um corredor olímpico em pânico, que alega estar sendo perseguido por um Weeping Angel, que está buscando tomar a Chama Olímpica e roubar do planeta a boa vontade e o espírito que ela simboliza. O Doutor derrota o Anjo com a chave de fenda sônica e o corredor retoma sua missão. Antes de partir, ele o entrega sua medalha de ouro. Enquanto o Doutor se prepara para embarcar em outra aventura com Amy, o Weeping Angel começa a se reformar.

## Recepção
Robert Gonzalez do io9 afirmou que Steven Moffat escolheu o roteiro vencedor "sabiamente", embora tenha achado a premissa de "um Weeping Angel que pode perseguir alguém enquanto é observado por milhares de espectadores dos Jogos Olímpicos um pouco duvidosa". Kevin Fitzpatrick do ScreenCrush descreveu o episódio como "piegas", embora tenha gostado da indicação de que os Weeping Angels retornariam na temporada seguinte. Susana Polo escrevendo para o site "girl geek" The Mary Sue descreveu-o como "engraçado e fofo" e afirmou que "definitivamente não deveria fazer parte de um esforço sério para encaixá-lo no cânone da série". Louisa Mellor do Den of Geek afirmou que o episódio deveria ser visto "no espírito em que foi pretendido, ou seja, alguma diversão para crianças do ensino fundamental que amam Doctor Who, as Olimpíadas e, presumivelmente, fazer seus professores felizes".